# Melanthia inexpectata
Melanthia inexpectata là một loài bướm đêm trong họ Geometridae.